# Thelypteris incisa
Thelypteris incisa là một loài dương xỉ trong họ Thelypteridaceae. Loài này được Alston mô tả khoa học đầu tiên..
Danh pháp khoa học của loài này chưa được làm sáng tỏ. 